# 동부긴코가시두더지
동부긴코가시두더지 (학명: Zaglossus bartoni) 또는 바르톤긴코가시두더지는 긴코가시두더지속에 속하는 뉴기니섬에 사는 3종의 가시두더지 중의 하나이다. 주로 파푸아뉴기니의 고도 2,000m에서 3,000m 사이의 고지대에서 발견된다.

## 모습
동부긴코가시두더지는 다른 가시두더지들과는 달리 발이 넓적한 편이며 발톱은 앞다리에 5개, 뒷다리에 4개가 있다. 몸무게는 5-10kg 정도이고 몸길이는 60-100cm 정도이다. 꼬리는 없고 검은 털은 빽빽하게 나 있으며, 여타 가시두더지들처럼 유사 시에 몸을 둥글게 말아넣을 수 있다. 수명은 약 30년 가량이라고 알려져 있다.
오리너구리처럼 날카롭고 억센 며느리발톱을 지녔지만 오리너구리와는 달리 독은 없다. 며느리발톱은 뒷발에 붙어 있으며 평상시에는 칼집과 닮은 가죽 속에 숨겨서 다닌다. 수컷은 평생 가지고 다니지만, 암컷은 자라면서 며느리발톱이 빠진다. 암컷은 수컷보다 크기가 더 크며, 아성체와 성체 사이에는 덩치 차이가 거의 없어 구별하기 힘들다.

## 분류
본래 모든 긴코가시두더지류는 긴코가시두더지 단일종으로 등재되어 있었으나, 1998년 팀 플래너리가 신종과 아종을 발표하며 종이 나뉘고, 종 내에서도 여러 아종이 확인되었다. 종을 나누는 척도는 대개 덩치·두개골 형태·앞다리와 뒷다리 발톱 수 등과 같은 신체적인 특징이다.
현재로서는 아래 4종의 아종이 알려져 있다. 각 아종간의 분포지는 지리적으로 뚜렷하게 나뉘어 있다.
- Zaglossus bartoni bartoni - 모식아종, 하일랜즈 지방
- Zaglossus bartoni clunius - 후온반도·모로베주
- Zaglossus bartoni smeenki - 오로주
- Zaglossus bartoni diamondi - 동부하일랜즈주

## 생태
주로 곤충을 섭식하며, 길다란 주둥이로 나무나 돌 틈새 등 잘 닿지 않는 곳까지 훑어 거기에 살고 있는 유충이나 진드기 같은 곤충까지 먹어치울 수 있다. 주로 먹는 것은 지렁이인데, 길다란 혀는 지렁이 종류를 집어먹는 데 특히나 알맞게 발달해 있다. 야행성 동물로 낮보다는 저녁이나 밤에 나와 활동한다.
저지대보다는 고지대를 터전으로 선호하며 우림지·산지·고원·관목림 등 다양한 식생에서 분포한다. 약 4,150m 정도 높은 고도 위에서 발견할 수 있으며, 오늘날에는 이 종을 저지대에서 찾기 힘들다. 현재 IUCN 적색 목록에서는 취약종으로 기록되어 있으며, 호전되기 전까지는 가장 보호가 시급한 단계인 위급 등급이었다. 가장 큰 위협 중 하나는 과도한 삼림 벌채 행위이다.